# 島根県道・山口県道123号柿木山口線
島根県道・山口県道123号柿木山口線（しまねけんどう・やまぐちけんどう123ごう かきのきやまぐちせん）は、島根県鹿足郡吉賀町から山口県山口市に至る一般県道である。

## 概要
島根県鹿足郡吉賀町椛谷（かばたに）から山口県山口市仁保中郷に至る。

### 路線データ
- 起点：島根県鹿足郡吉賀町椛谷（山口県道・島根県道3号新南陽津和野線交点）
- 終点：山口県山口市仁保中郷（井開田交差点、国道376号・山口県道26号山口鹿野線交点）

## 歴史
- 1995年（平成7年）
  - 3月31日 - 山口県告示第261号により山口県で路線認定
  - 4月4日 - 島根県告示第341号により島根県で路線認定。

前身は山口県道191号柚木大内線。1995年（平成7年）3月31日山口県告示第262号により廃止となった区間を延長して成立した路線である。
- 2005年（平成17年）10月1日 - 島根県鹿足郡柿木村が鹿足郡吉賀町に移行したことにより起点の地名が変更される（鹿足郡柿木村椛谷→鹿足郡吉賀町柿木村椛谷）。
- 2021年（令和3年）4月1日 - 地域自治区が終了したことにより起点の地名が変更される（鹿足郡吉賀町柿木村椛谷→鹿足郡吉賀町椛谷）。

## 路線状況

### 重複区間
- 国道315号（山口県山口市徳地柚木）
- 国道489号（山口県山口市徳地野谷）
- 山口県道334号引谷篠目線（山口県山口市仁保上郷）

### 道路施設

#### トンネル
- 山口県
  - ゆずりはトンネル：延長422 m、1995年（平成7年）竣工、山口市徳地野谷（国道489号重複区間内）

## 地理

### 通過する自治体
- 島根県
  - 鹿足郡吉賀町
- 山口県
  - 山口市

### 交差する道路
| 交差する道路                         | 都道府県名 | 市町村名 | 市町村名 | 交差する場所     | 交差する場所        |
| ------------------------------------ | ---------- | -------- | -------- | ---------------- | ------------------- |
| 山口県道・島根県道3号新南陽津和野線  | 島根県     | 鹿足郡   | 吉賀町   | 椛谷（かばたに） | 起点                |
| 国道315号 重複区間起点               | 山口県     | 山口市   | 山口市   | 徳地柚木         |                     |
| 国道315号 重複区間終点               | 山口県     | 山口市   | 山口市   | 徳地柚木         |                     |
| 国道489号 重複区間起点               | 山口県     | 山口市   | 山口市   | 徳地野谷         |                     |
| 国道489号 重複区間終点               | 山口県     | 山口市   | 山口市   | 徳地野谷         |                     |
| 山口県道503号佐波川自転車道線        | 山口県     | 山口市   | 山口市   | 徳地野谷         |                     |
| 山口県道334号引谷篠目線 重複区間起点 | 山口県     | 山口市   | 山口市   | 仁保上郷         |                     |
| 山口県道334号引谷篠目線 重複区間終点 | 山口県     | 山口市   | 山口市   | 仁保上郷         |                     |
| 国道376号 山口県道26号山口鹿野線     | 山口県     | 山口市   | 山口市   | 仁保中郷         | 井開田交差点 / 終点 |

### 沿線
- 野谷石風呂
- 犬鳴の滝
- 中国自然歩道
- 山口市役所柚野支所
- 佐波川
- 佐波川ダム
- 大原湖（佐波川ダム湖）
- KDDI山口衛星通信センター
- 山口市役所仁保出張所
- 道の駅仁保の郷
- 山口市立仁保小学校
- 山口市立仁保中学校

### 峠
- 島根県
  - 仏峠（鹿足郡吉賀町椛谷 - 山口県山口市徳地柚木）
- 山口県
  - 野谷峠（山口市徳地柚木 - 山口市仁保上郷）